# لاسلو سابو (لاعب كرة يد مجري)
لاسلو سابو (بالمجرية: Szabó László)‏ (1946 - ) هو لاعب كرة يد مجري. شارك في الألعاب الأولمبية الصيفية 1972.

## وصلات خارجية
- لازلو زابو على موقع أوليمبيديا (الإنجليزية)
- لازلو زابو على موقع اللجنة الأولمبية المجرية (الهنغارية)